# مانشستر أرينا

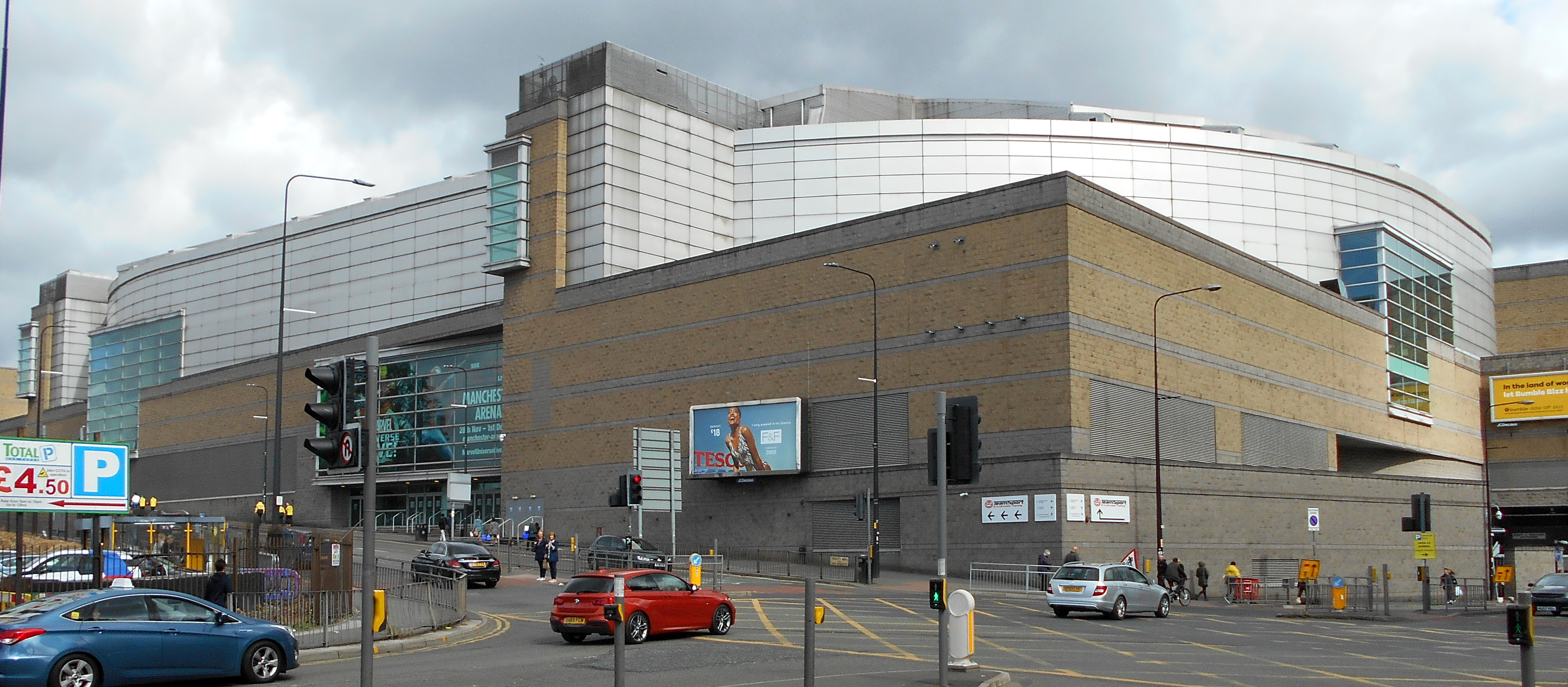
مانشستر أرينا

مانشستر أرينا هي قاعة متعددة الرياضات تقع في مدينة مانشستر في إنكلترة.
تعرف محليا باسم ام أي ان أرينا وافتتحت سنة 1995 م. تتسع القاعة لنحو 21 ألف شخص.